# Креді Агріколь Банк (Україна)
Креді Агріколь Банк (фр. Crédit Agricole Bank, [kʁedi aɡʁikɔl]), повна назва «Акціонерне товариство „Креді Агріколь Банк“» (АТ «Креді Агріколь Банк») — найстаріший іноземний банк в Україні, який працює на ринку з 1993 року і надає весь спектр банківських послуг, є лідером в автокредитуванні та стратегічним партнером для агробізнесу. Банк входить до міжнародної групи Креді Агріколь (Франція), лідера в банківському страхуванні та управлінні активами на ринку Європи, банку № 1 за версією Euromoney. Надійність і ділову репутацію банку підтверджують найвищі рейтинги Fitch в Україні, топ позиції в рейтингах стабільності банків, а також 280 000 активних приватних клієнтів та понад 14 тисяч бізнес-клієнтів, серед яких міжнародні корпорації, великі українські компанії та представники малого та середнього бізнесу. За даними НБУ на кінець 2020 року банк займає 10 місце на ринку за розміром активів. Регіональна мережа Креді Агріколь охоплює всі області України і налічує 150 відділень. Власна банкоматна мережа банку складається з 300 банкоматів.
Банк є лідером на ринку автокредитування, кожен третій автокредит  виданий саме  Креді Агріколь.  Це єдиний в Україні банк, який має міжнародний сертифікат ISO 9001 за напрямом автомобільного кредитування, що гарантує клієнтам прозорі умови автокредитування  та високу якість обслуговування. Як результат ─ п'ять років поспіль Креді Агріколь лідер у номінації «Автокредит» в рейтингу «Фінансового клубу».
Понад десять років Креді Агріколь є стратегічний партнером для агробізнесу . Банк обслуговує більше 3000 клієнтів агросектору, в тому числі міжнародні корпорації, великі агрохолдинги, середні агропромислові підприємства та невеликі фермерські господарства. Для цього у банку є широкий спектр продуктів фінансування: фінансування обігового капіталу, авалювання векселів, надання банківських гарантій та інвестиційне фінансування. У банку є також низка партнерських програм для агробізнесу, які передбачають привабливі умови фінансування.
Креді Агріколь ─ соціально орієнтована компанія, з 2016 року банк реалізовує програму КСВ «We Care!», яка включає три напрями: благодійність, зелені ініціативи і турботу про співробітників.
У 2020 році Креді Агріколь відзначений серед найкращих роботодавців України, найкращих програм КСВ, найкращих міжнародних компаній в Україні та отримав ще низку відзнак та нагород .

## Історія
Сучасний ПАТ «КРЕДІ АГРІКОЛЬ БАНК» був заснований 10 лютого 1993 року у Львові, як приватний банк під назвою Комерційний банк «Золотий Лев». У листопаді 1993 року банк було реорганізовано в Акціонерне товариство відкритого типу.
Протягом наступних трьох років економічні умови зазнали суттєвих змін. Банк значно розширився, здобув поважну репутацію в Західній Україні, перед ним постали нові цілі й завдання. Одним з важливих напрямів діяльності на той час був розвиток регіональної мережі в неохоплених регіонах.
28 жовтня 1996 року банк змінив свою назву на Акціонерне товариство «Індустріально-експортний банк» (АТ «Індекс-банк»).
Розвиток банку, зростання його фінансових показників і вихід на загальнонаціональний ринок зумовили прийняття рішення про переведення головного офісу АТ «Індекс-банк» зі Львова до Києва. Вже 10 лютого 2000 року Київ став новою адресою головного офісу Банку.
Після переведення головного офісу до Києва було прийнято нову стратегію розвитку банку та його регіональної мережі, спрямовану на максимальну універсалізацію, розширення спектру послуг, створення розгалуженої мережі відділень Банку для обслуговування клієнтів у всіх регіонах України.
У квітні 2000 року АТ «Індекс-банк» одним з перших банків в Україні розпочав реалізацію проєкту «Автомобілі в кредит» і зараз є одним з найбільш активних і успішних банків, які здійснюють автокредитування. Разом з різноманітними видами послуг для фізичних та юридичних осіб банк почав надавати кредити підприємствам аграрного сектора в рамках нових проєктів «Трактор у кредит» та «Комбайн у кредит».
У 2001 році банк отримав право надавати послуги з виплати пенсій та грошової допомоги.
У лютому 2002 року Індекс-банк став асоційованим членом міжнародної платіжної системи Visa International.
У липні 2002 року Індекс-банк розпочав обслуговування мікропроцесорних карток російської платіжної системи «Золотая Корона».
30 жовтня 2003 року Банк став афілійованим членом міжнародної платіжної системи MasterCard, і отримав ліцензію на емісію карток MasterCard Gold, Standart, Maestro.
31 серпня 2006 року відповідно до Договіру купівлі-продажу Група «Crédit Agricole» (Франція) стала власником 99,967 % акцій АТ «Індекс-банк». У 2011 році змінив назву на «Crédit Agricole».
Після входження Індекс-банку до Групи «Credit Agricole» міжнародна рейтингова агенція Moody's повідомила про підвищення рейтингів ПАТ «КРЕДІ АГРІКОЛЬ БАНК» до «Ваа1» від «В2» довгострокового і короткострокового «Р-2» від «Not-Prime» рейтингів по депозитах у місцевій валюті.
Банк є:
- принциповим членом VISA International;
- принциповим членом MasterCard Int.;
- членом Української міжбанківської Асоціації членів платіжних систем «EMA»;
- членом ФБР і К (Форум з безпеки розрахунків і операцій з платіжними картами);
- членом Незалежної асоціації банків України (НАБУ);
- членом Американської торгової палати в Україні;
- членом Європейської бізнес-асоціації;
- членом Форуму Провідних Міжнародних Фінансових Установ;
- членом Асоціації «Французьке ділове співтовариство в Україні»;
- членом Британо-Української торгової палати;
- членом Харківського банківського Союзу.
- членом Фонду гарантування вкладів фізичних осіб.

Після повномасштабного вторгнення військ РФ до України група Credit Agricole призупинила свою комерційну діяльність в Росії, запустила надзвичайний фонд солідарності для допомоги дітям та своїм українським співробітникам, продовжила втілювати благодійні проєкти та забезпечила безперервну діяльність бізнесу в Україні.

## Діяльність в інших сферах
Банк організовує та підтримує ділові та культурні заходи, зокрема в 2020 році:
- Онлайн-захід «Макроекономічний огляд 2020». Організатор
- П'ять онлайн-зустрічей з преміум-клієнтами в рамках проєкту Premium Talks. Організатор
- Міжнародна конференція «Black Sea Grain and Black Sea Oil Trade». Ексклюзивний фінансовий спонсор
- Щорічний Український форум агробізнесу. Генеральний партнер
- Міжнародна конференція «Large Farm Management». Ексклюзивний фінансовий партнер
- Проєкт «Автомобіль року». Фінансовий партнер
- Культурний захід «Плюс де Франс». Учасник

## Фінансові показники
Основні фінансові показники банку станом на вересень 2020 та 2019 років.
| Стаття                            | вересень 2020 | вересень 2019 | приріст, % |
| --------------------------------- | ------------- | ------------- | ---------- |
| Усього активів, млн грн           | 47792         | 36057         | +33        |
| Усього зобов'язань, млн грн       | 41950         | 31316         | +34        |
| Усього власного капіталу, млн грн | 5842          | 4741          | +23        |

## Структура власності
Станом на 1 січня 2016 року структура власності є наступною:
| Власник Акцій                        | Відсоток власності |
| ------------------------------------ | ------------------ |
| Credit Agricole Group                | 99,9961 %          |
| Міноритарні власники (46 акціонерів) | 0.0039 %           |